# Distrito de Nicasio
El distrito de Nicasio es un distrito de la provincia de Lampa en el departamento peruano de Puno. En el año 2007 tenía una población de 2756 habitantes y una densidad poblacional de 20,5 personas por km². Abarca un área total de 134,35 km².
Desde el punto de vista jerárquico de la Iglesia católica forma parte de la diócesis de Puno en la arquidiócesis de Arequipa.

## Historia
El distrito de NICASIO fue creado por un Decreto Supremo el 2 de mayo de 1854.

## Geografía

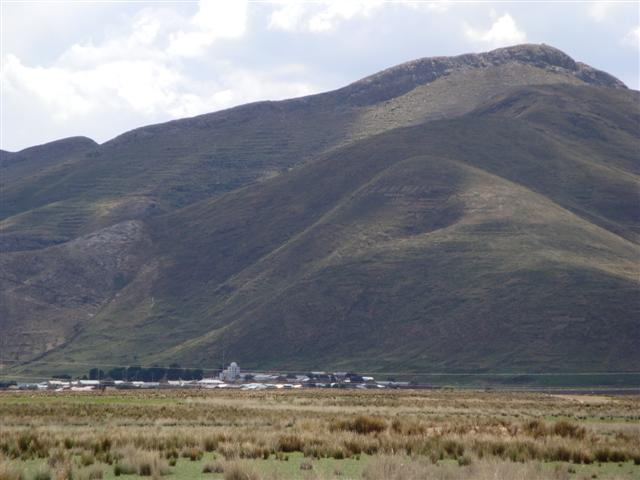
Panorámica de Nicasio.

Nicasio se encuentra ubicado en las coordenadas 15°14′31″S 70°15′54″O / -15.24194, -70.26500. Según el INEI, Nicasio tiene una superficie total de 134,35 km². Este distrito se encuentra situado en el este de la provincia de Lampa, en la zona norte del departamento de Puno y en la parte sur del territorio peruano. Su capital Nicasio se halla a una altitud de 3856 m s. n. m..
| Noroeste: distrito de Pucará | Norte: distrito de Santiago de Pupuja         | Noreste: distrito de Achaya   |
| Oeste: distrito de Lampa     |                                               | Este: distrito de Achaya      |
| Suroeste distrito de Lampa   | Sur: distrito de Lampa y distrito de Calapuja | Sureste: distrito de Calapuja |

## Demografía
Según el censo peruano de 2007, había 2756 personas residiendo en Nicasio. La densidad de población era 20,5 hab./km².

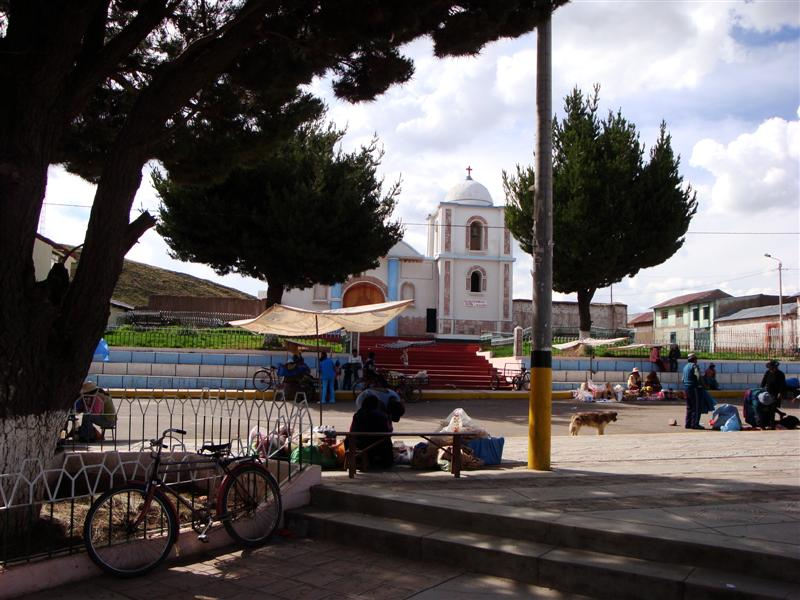
Templo.

## Autoridades

### Municipales
- 2019 - 2022[3]
  - Alcalde: Nestor Alejandro Viza Viza